# Ritchie
Richard David Court, artisticamente conhecido como Ritchie (Beckenham, 6 de março de 1952), é um cantor e compositor Britânico.
Residente no Brasil desde 1972, é autor de diversos sucessos como "Menina Veneno", "A Vida Tem Dessas Coisas", "Pelo Interfone", "Casanova" e "Voo De Coração".

## Infância e carreira
Ritchie nasceu em Beckenham, Condado de Kent, sul da Inglaterra. Filho de pai militar, viveu em vários países, como Quênia, Dinamarca, Itália, Alemanha, Iêmen do Sul e Escócia.
Embrenhou-se na música cantando no coral de uma igreja na Alemanha. Foi interno na Tormore School e Sherborne School para, alguns anos depois, ingressar no curso de literatura inglesa na Universidade de Oxford (até pelo menos 2014, sua matrícula ainda se encontrava aberta). Com 20 anos, abandonou os estudos para tocar flauta na banda londrina Everyone Involved, com que gravou o LP-protesto Either/Or junto com outras bandas que contestavam a construção de um viaduto sobre Picadilly Circus, em West End. O LP foi distribuído gratuitamente. Durante as gravações desse disco, Ritchie foi apresentado a um grupo de brasileiros pelo guitarrista Mike Klein. Entre eles, estavam Lucinha Turnbull, Rita Lee e Liminha, estes dois últimos, d'Os Mutantes, em visita à capital inglesa para comprar instrumentos. Ficaram amigos e o convite para conhecer o Brasil foi feito.
No final de 1972, Ritchie desembarcou em São Paulo, com a intenção de passar três meses de férias. Na cidade, ele formou a banda Scaladácida com o baterista Azael Rodrigues, o guitarrista Fabio Gasparini e o baixista Sérgio Kaffa. O grupo fez vários shows na cidade e foi sondado pela gravadora Continental. Mas Ritchie ainda não tinha o visto de permanência e o contrato não pôde ser assinado. Scaladácida terminou suas atividades no final de 1973 e Ritchie se mudou com 21 anos de idade para o Rio de Janeiro pouco após casar-se com a arquiteta e estilista Leda Zuccarelli.
Na capital fluminense, integrou o grupo de jazz-rock Soma (Bruce Henry, baixo; Alírio Lima, percussão; Tomás Improta, piano) como backing vocal e flautista.
Em 1975, reforça os quadros d'A Barca do Sol como flautista, grupo então composto por Nando Carneiro (violão, guitarra e vocal), Muri Costa (violão, viola e vocal), Jaques Morelenbaum (celo, violino e vocal), Beto Rezende (viola e percussão) e Alain Pierre (baixo e percussão).
Ainda em 1975, juntou-se à segunda escalação da banda de rock progressivo Vímana e assumiu, finalmente, os microfones para cantar em inglês. Ritchie apostava em seu inglês nativo para se dar bem no Brasil, onde os vocalistas não falavam bem o idioma. A banda, formada por Lobão (bateria), Luiz Simas (teclados), Lulu Santos (guitarra) e Fernando Gama (baixo), participou da peça musical A Feiticeira, de Marília Pêra, e fez shows, principalmente, no Museu de Arte Moderna, no Teatro Galeria e no Teatro Tereza Rachel, todos no Rio.
O compacto, lançado em 1977 pela Som Livre, trazia "Zebra" e "Masquerade" (esta com letra em inglês, do Ritchie), mas não estouraram e o grupo acabou no mesmo ano. Sem perspectivas e ouvindo de gravadoras que o rock não tinha mais vez no Brasil, começou a dar aulas de inglês para músicos como Egberto Gismonti, Paulo Moura e a cantora Gal Costa, e decidiu abandonar a música.
Em 1980, Ritchie recebeu o convite de Jim Capaldi, do Traffic, para regressar a Londres e participar de seu álbum solo, Let the Thunder Cry, como arranjador de vocais. No elenco desse disco, figuram o saxofonista Mel Collins, o percussionista Reebop Kwaku-Baah (Traffic) e os bateristas Andy Newmark (John Lennon) e Simon Kirke (Free, Bad Company).
De volta ao Brasil, em 1982, procurou Bernardo Vilhena, letrista do Vímana, para compor seu primeiro trabalho-solo cantado somente em português. Na época, Ritchie pretendia fazer algo synth-pop a exemplo de grupos como Soft Cell, Depeche Mode, The Human League e A Flock of Seagulls. Ele pensava especificamente na vertente new romantic, executada por Duran Duran, Visage, Culture Club e Spandau Ballet.
Liminha, naquele momento produtor da Warner, gravou algumas canções com Ritchie numa sessão que envolveu também o guitarrista inglês Steve Hackett (ex-Genesis). Liminha tentou convencer a Warner a lançar o material, mas André Midani não viu potencial no que ouviu, algo de que ele se arrependeria mais tarde.
A CBS, na pessoa de seu diretor Claudio Condé, gostou do material (no caso, demos de "Voo de coração" e "Baby, meu bem") e deu a Ritchie a tarde do dia 31 de dezembro de 1982 para regravar as canções em 24 canais, pois haviam sido gravadas em oito. Em vez disso, ele decidiu gravar "Menina Veneno", que havia composto com Bernardo. No dia seguinte, procurou Claudio, que ficou impressionado com o material.
As vendas do compacto simples (CBS), lançado em fevereiro de 1983 com "Menina veneno" e "Baby, meu bem", ultrapassaram as 500 mil cópias, um marco na história do mercado fonográfico brasileiro,  e a canção foi a mais vendida daquele ano no país. Tanto sucesso esse que fez com que a canção "Menina Veneno" fosse a mais executada nas rádios do Brasil no ano de 1983.
Porém, o sucesso chegou mesmo com o LP Vôo de Coração (Epic/CBS), em junho de 1983. Um milhão e duzentas mil cópias do álbum (que tinha os hits "Menina veneno", "A vida tem dessas coisas", "Casanova", "Pelo interfone" e a faixa-título) evaporaram das lojas.
Além de Ritchie (voz, Casio MT40 e flauta), o disco contou com os músicos Lulu Santos, Steve Hackett (guitarras), Lauro Salazar (piano e sintetizadores), Liminha (baixo), Lobão (bateria), Zé Luis (sax), Chico Batera (percussão) e a turnê de divulgação do álbum resultou em 139 shows no Brasil, Peru e Paraguai. Com seu primeiro pagamento da CBS, comprou uma cobertura no bairro da Lagoa, no Rio de Janeiro, que a atriz Tônia Carrero havia colocado à venda.

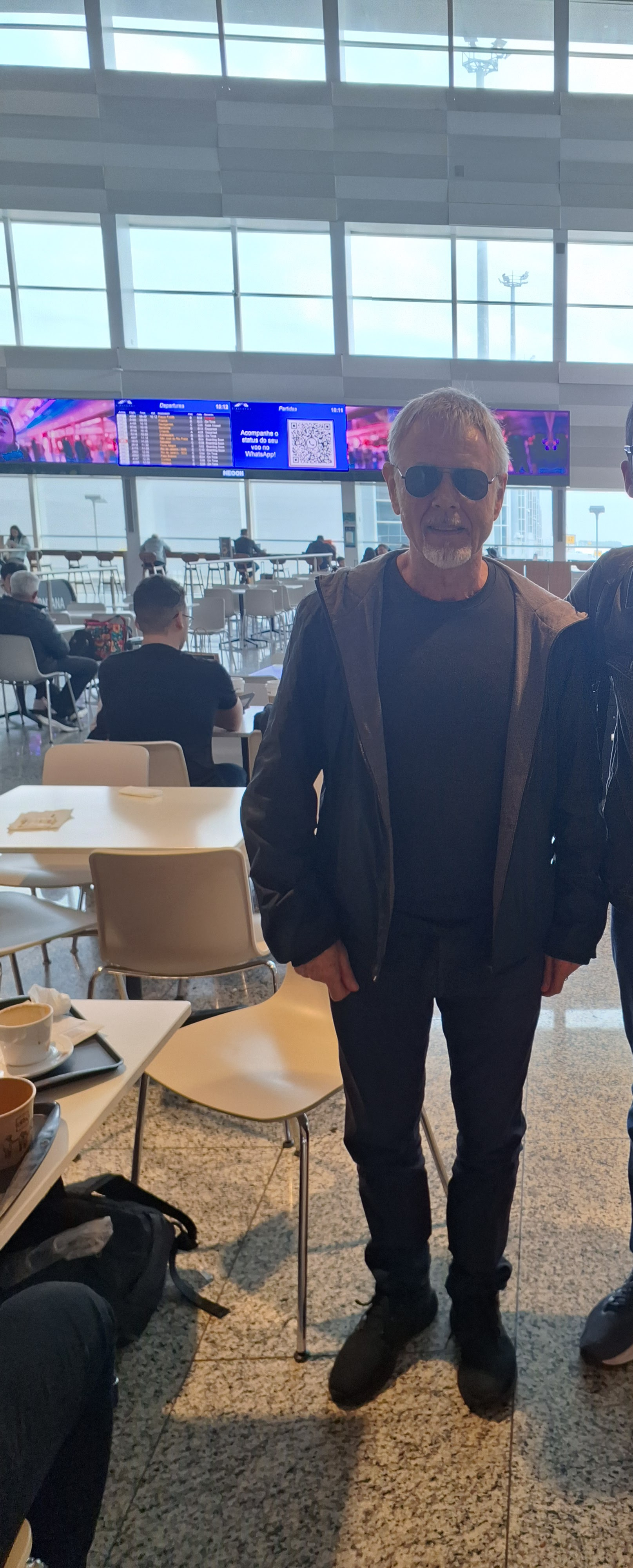
Ritchie em 2025.

Em 1984, ganhou o Troféu Imprensa na categoria Cantor do Ano, onde concorria com Roberto Carlos e Tim Maia.[carece de fontes?]
Nesse ano, lançou E a Vida Continua (EPIC/CBS), que manteve a parceria com Bernardo Vilhena ("A Mulher Invisível", com Steve Hackett), "Insônia" e "O Homem e a Nuvem", "Trabalhar é de lei", "Mulheres!", "Sopra o Vento" (tema da novela da Globo A Gata Comeu de 1985) além de novas parcerias com Chris Moore (na faixa, "Gisella"), e os comparsas Lobão (em “Bad Boy”) e Liminha (em “Bons amigos”), este último produtor do álbum, além das autorais  e a faixa-título. O disco não vendeu tão bem quanto o anterior, atingindo a marca de 100 mil cópias vendidas. Ritchie alegou que sentiu que a CBS não se dedicou tanto ao disco em termos de divulgação. Anos mais tarde, num show em Angra dos Reis, um radialista o abordou e acusou a gravadora de tê-lo oferecido um jabá para não tocar "A Mulher Invisível".
A partir de 1985, interessou-se pela música eletrônica e pela produção de arquivos MIDI de ritmos brasileiros para uso digital. Nesse ano, engatou seu terceiro disco solo, Circular, o último pela CBS, que vendeu ainda menos que o anterior: 60 mil cópias. Posteriormente, ele leu uma entrevista de Tim Maia na IstoÉ na qual o cantor acusou Roberto Carlos de ter agido contra Ritchie na CBS, algo que Tim confirmou ao encontrar Ritchie num show no Canecão. Ritchie não acreditou na história e Claudio Condé negou a acusação. Ritchie também teve problemas com Chacrinha e, consequentemente, com a televisão como um todo após se recusar a participar de um playback que aconteceria no mesmo momento em que tinha um show em Belo Horizonte. Em 1985, ficou arrasado ao não ser convidado para a primeira edição do festival Rock in Rio e a CBS concordou em rescindir seu contrato mesmo faltando um disco.
Em 1986, a música "Transas", de Nico Resende e de Paulinho Lima, tecladista e empresário de Ritchie, respectivamente, tornou-se tema da novela Roda de Fogo, da TV Globo. O compacto foi premiado com o Troféu Villa Lobos, por ter sido o mais vendido do ano, e "Transas" ganhou o Troféu Imprensa de Melhor Música de 1986.
Já em nova gravadora (Polygram), Ritchie lançou em 1987 o LP Loucura & Mágica, que embalsamou o sucesso do ano anterior, "Transas", e promoveu uma parceria com Cazuza ("Guerra civil"). No cardápio, "Tudo normal", "Mentira" e (todas com Bernardo Vilhena, e a última, com a colaboração de Lauro Salazar), "Forças de dentro" (Kiko Zambianchi), "Me gusta la rumba" (Paulinho Lima e Torcuato Mariano) e "Meantime" (novamente com Steve Hackett nas guitarras). O LP vendeu 25 mil cópias.
Nos anos seguintes, lançou Pra Ficar Contigo (1988) e Sexto Sentido (1990), todos pela Polygram, mas o sucesso do primeiro álbum, de 1983, passou longe desses.
Mesmo com a carreira-solo pendurada, Ritchie integrou a banda Tigres de Bengala, ao lado de Cláudio Zoli, Vinícius Cantuária, Mú & Dadi (A Cor do Som) e Billy Forghieri (Blitz). O combinado lançou um álbum homônimo em 1993, pela Polygram.
Em 1995, ele cantou juntamente com Paula Toller, da banda Kid Abelha a música "Como eu quero" no Jazzmania (RJ) durante a turnê do álbum Meio Desligado.
Cada vez mais interessado por computadores e menos à vontade com a indústria musical no país, Ritchie se tornou websound designer e assinou a criação e a implantação de softwares de áudio em sites como o da Usina do Som, o do portal international Yahoo!Digital e o da página do poeta Carlos Drummond de Andrade e o site do Lulu Santos, este último indicado entre os melhores sites de música pelo iBest em 1997.
No ano de 1999, foi convidado por Thomas Dolby (o artista, produtor e fundadador da Beatnik Inc.) para desenhar e implementar a sonorização dos websites da Yahoo! Digital e Beatnik.
Mas, em 2002, 12 anos após sua última investida solo no universo fonográfico, Ritchie aceitou o convite do jovem produtor Rafael Ramos para fazer um novo álbum. Ao contrário de outros artistas oitentistas que reapareceram no início de 2000 com regravações dessa época, Ritchie apostou no ineditismo. O álbum Auto-fidelidade (Deckdisc) revelou parcerias com Erasmo Carlos, Bernardo Vilhena, Nelson Motta, Ronaldo Bastos e Alvin L. São 14 faixas, sendo cinco cantadas em inglês.
Em 2005, Ritchie participou do bem sucedido DVD Multishow Anos 80 ao Vivo, junto de outros artistas da época, e fez muitos shows Brasil afora com a turma do disco, Leo Jaime, Leoni, Kid Vinil, Nasi, entre outros.
Em 2008, Ritchie fundou seu próprio selo e gravadora, a PopSongs, e lançou, em julho de 2009, o CD, DVD e Bluray independente, Outra Vez (ao vivo no estúdio), com regravações de seus maiores sucessos, além de duas inéditas, a faixa-título, "Outra Vez", em parceria com Arnaldo Antunes e "Cidade Tatuada", com letra de Fausto Nilo. O disco foi o primeiro blu-ray do artista e o primeiro blu-ray musical a ser 100% produzido e fabricado no Brasil.
Três anos após seu DVD, comemorando sessenta anos de idade e trinta de carreira solo, Ritchie lançou seu primeiro álbum como intérprete, intitulado 60. Nesse disco, o cantor interpreta canções da década de 1960 menos conhecidas do grande público.
Em 2016, lançou um CD dedicado ao cantor e compositor norte-americano Paul Simon, Old Friends: The Songs of Paul Simon.
Em 2019, lançou o álbum Wild world – The songs of Cat Stevens, gravado pelo cantor com o grupo Black Tie, com participação especial do multi-instrumentista Tuco Marcondes, exclusivamente canções do também compositor inglês Cat Stevens.

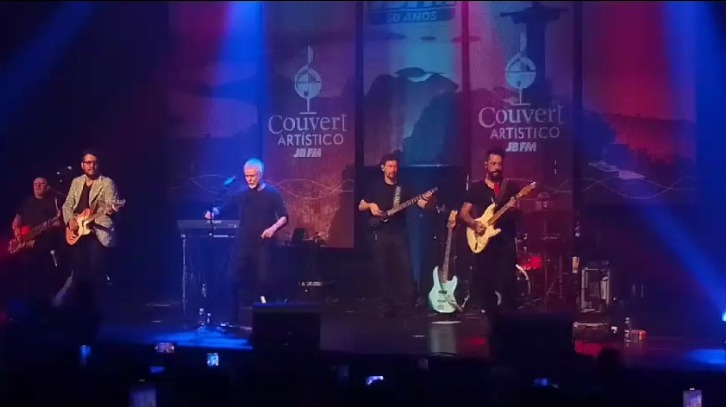
Ritchie e Rodrigo Suricato em show do programa Couvert Artístico da rádio JB FM, realizado em 21 de maio de 2024, no Teatro Claro Mais Rio, em Copacabana, na cidade do Rio de Janeiro.

Para celebrar os 40 anos de lançamento do primeiro álbum de trabalho de Ritchie, chamado “Voo de Coração”, entre 2023 e 2024, realiza pelo Brasil a turnê musical intitulada “A Vida Tem Dessas Coisas”. A turnê já passou por Rio de Janeiro e São Paulo com grande sucesso.

## Vida pessoal
Ritchie não é naturalizado brasileiro. Desde sua primeira vinda ao Brasil, no ano de 1972, Ritchie tinha um visto de trabalho pelo Ministério das Relações Exteriores que precisava ser renovado a cada 9 anos. Apenas em julho de 2022, Ritchie expediu a sua primeira Carteira de Registro Nacional Migratório (sucessora do RNE após a sanção da Lei Federal Nº 13445/2017), oficializando-se residente em território brasileiro.
Ritchie teve duas filhas (Lynn & Mary) ao lado de Leda Zuccarelli, com quem permanece casado. Em 2022, nasceu seu primeiro neto, Pedro.

## Discografia
| Ano  | Título                               | Vendas    |
| 1983 | Vôo de Coração                       | 1.200.000 |
| 1984 | E a Vida Continua                    | 100.000   |
| 1985 | Circular                             | 60.000    |
| 1987 | Loucura e Mágica                     | 25.000    |
| 1988 | Pra Ficar Contigo                    | 13.000    |
| 1990 | Sexto Sentido                        | 6.000     |
| 2002 | Auto-Fidelidade                      | 10.000    |
| 2009 | Outra Vez (ao vivo no estúdio)       | 5.000     |
| 2012 | 60                                   | 2.000     |
| 2016 | Old Friends: The Songs of Paul Simon | 1.000     |
| 2019 | Wild World: The Songs of Cat Stevens | 1.000     |

Videografia
| Ano  | Título                                         | Vendas |
| 2009 | Outra Vez (ao vivo no estúdio) (DVD e Blu-ray) | 10.000 |

Outros
| Ano  | Título            |
| 1993 | Tigres de Bengala |

Canções de trilhas sonoras
| Ano  | Canção                          | Título               | Tipo       | Emissora |
| 1983 | "Menina Veneno"                 | Pão-Pão, Beijo-Beijo | Telenovela | TV Globo |
| 1983 | "Tudo Que Eu Quero (Tranquilo)" | Eu Prometo           | Telenovela | TV Globo |
| 1983 | "Casanova"                      | Champagne            | Telenovela | TV Globo |
| 1984 | "A Mulher Invisível"            | Corpo a Corpo        | Telenovela | TV Globo |
| 1985 | "Shy Moon (com Caetano Veloso)" | Um Sonho a Mais      | Telenovela | TV Globo |
| 1985 | "Só Pra O Vento"                | A Gata Comeu         | Telenovela | TV Globo |
| 1985 | "Coisas do Coração"             | Roque Santeiro       | Telenovela | TV Globo |
| 1986 | "Transas"                       | Roda de Fogo         | Telenovela | TV Globo |
| 1988 | "A Sombra da Partida"           | Vale Tudo            | Telenovela | TV Globo |
| 1990 | "Mais Você"                     | Rainha da Sucata     | Telenovela | TV Globo |
| 1991 | "Mercy Street"                  | O Sorriso do Lagarto | Minissérie | TV Globo |
| 1995 | "Um Homem Em Volta do Mundo"    | Cara & Coroa         | Telenovela | TV Globo |
| 2003 | "Lágrimas Demais"               | Agora É que São Elas | Telenovela | TV Globo |
| 2008 | "Fala"                          | A Favorita           | Telenovela | TV Globo |